# Régis Delépine

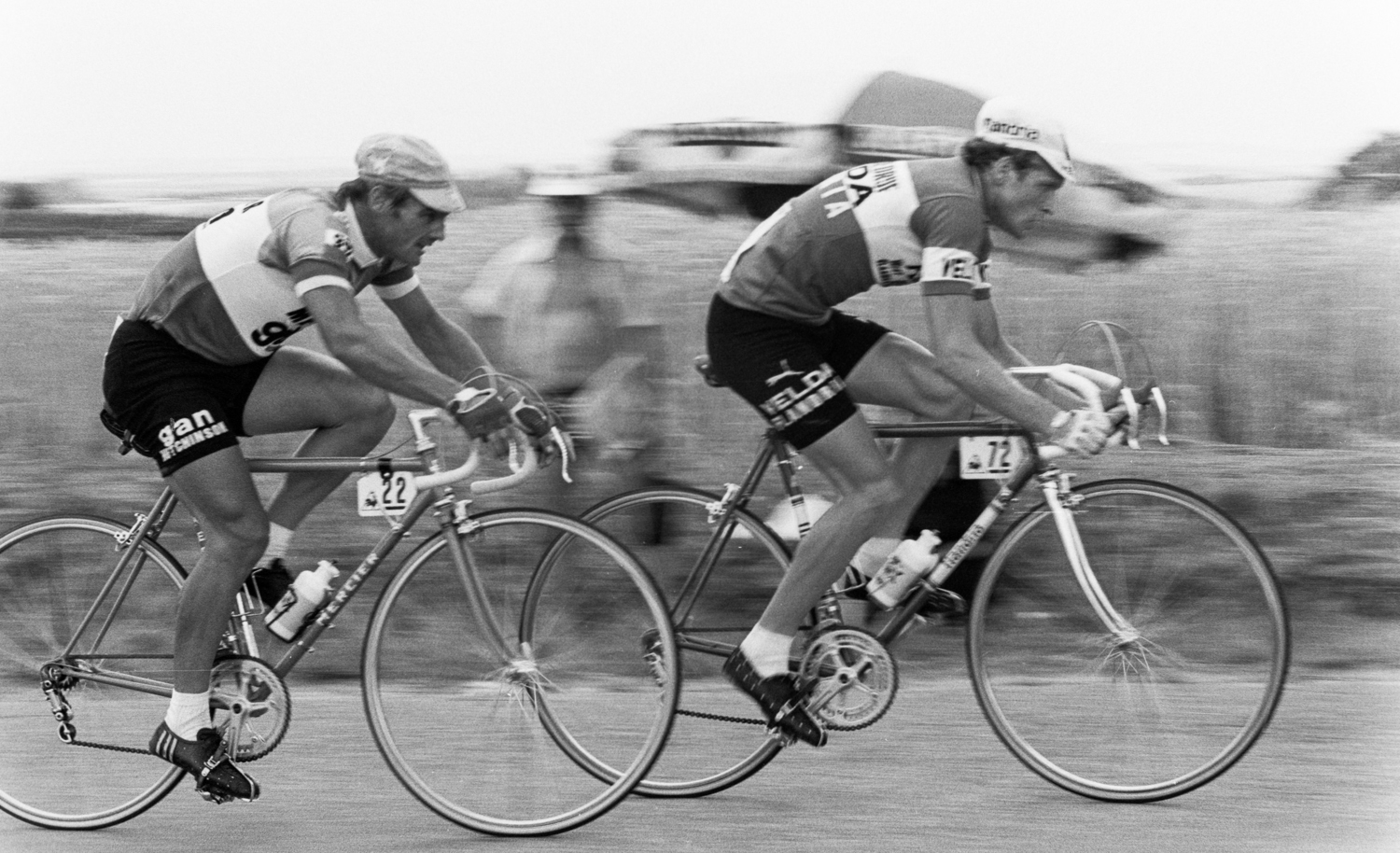
Régis Delépine und Herman Beysens in der Tour de France 1976

Régis Delépine (* 22. Dezember 1946 in La Bohalle) ist ein ehemaliger französischer Radrennfahrer und nationaler Meister im Radsport.

## Sportliche Laufbahn
Als Amateur siegte er 1969 im Eintagesrennen Paris–Rouen, einem der ältesten französischen Straßenrennen. Er gewann auch das Rennen Paris–Vendôme und eine Etappe der Tour de l’Avenir, in der er auf der 9. Etappe ausschied. In der Amateurausgabe von Paris–Roubaix wurde er Zweiter.
1970 wurde er Berufsfahrer im Radsportteam Frimatic-De Gribaldy und fuhr später für Mercier und Peugeot. In seinem Premierenjahr als Profi konnte er vier Etappen der Portugal-Rundfahrt gewinnen. Delépine gewann in seiner Karriere die Rennen Paris–Camembert 1973, den Circuit de l’Indre 1975 und 1980, Paris–Bourges 1977 und den Grand Prix de Peymeinade 1980.
Seinen bedeutendsten Erfolg in einem Eintagesrennen feierte 1974, als er zeitgleich mit Herman Van Springel das Distanzrennen Bordeaux–Paris gewann. In diesem Rennen wurde er 1975 und 1979 Zweiter und 1978 Dritter.
Auch in Etappenrennen war er erfolgreich. Delépine gewann 1977 die 5. Etappe der Tour de France. Die Tour de France bestritt er neunmal, sein bestes Resultat in der Gesamtwertung war der 73. Platz 1976.
In der Vuelta a España 1971 schied er aus.